# Royaume d'Illyrie
1814–1849
Entités précédentes :
- Provinces illyriennes

Entités suivantes :
- Duché de Carniole
- Duché de Carinthie
- Littoral autrichien

Le royaume d'Illyrie (en allemand : Königreich Illyrien ; en slovène : Ilirsko kraljestvo ; en italien : regno d'Illiria) est une terre de la Couronne de l'empire d'Autriche ayant existé dans la première moitié du XIXe siècle. Il a été créé par la cour autrichienne en 1814, pour remplacer les Provinces illyriennes à la suite de la désagrégation de l'Empire français de Napoléon. Son centre administratif était la ville de Laibach (Ljubljana en slovène). 

## Territoire

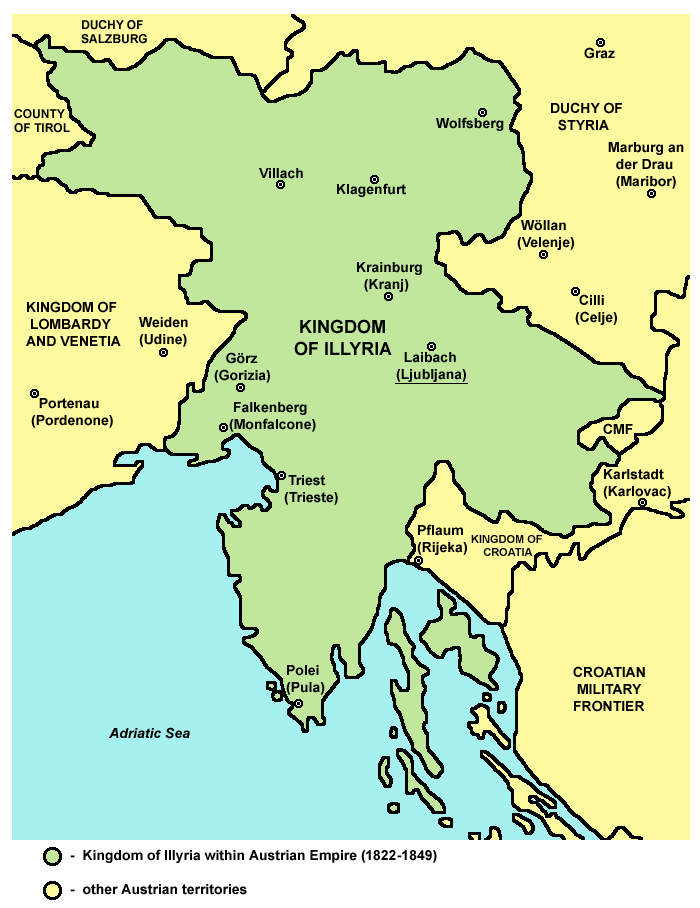
Royaume d'Illyrie (1822-1849).

Le territoire englobait le duché de Carniole, ancien État impérial correspondant au centre de la Slovénie actuelle. Elle englobe également la Haute-Carinhrie (Villach), ainsi que le Littoral autrichien aujourd'hui dans l'Ouest de la Slovénie et le Nord-Est de l’Italie (les régions de Trieste, de Gorizia et la péninsule d'Istrie), ainsi que les zones adjacentes du nord-ouest de la Croatie. 
Après que les domaines de Karlovac et de Fiume (Rijeka) aient été réunifiés avec le royaume de Croatie en 1822, la Basse-Carinthie (Klagenfurt) est rattachée à l'Illyrie.

## Histoire
Depuis l'époque Renaissance, l'usage du nom de l'ancienne Illyrie s'est répandu notamment comme désignation des territoires habités par les Slaves méridionaux. Sous le règne de Marie-Thérèse d'Autriche déjà, les royaumes de Croatie, de Slavonie et de Dalmatie ont été regroupés en 1767 sous le nom « royaume d'Illyrie ». Pendant les guerres napoléoniennes, les pays annexés conformement au traité de Schönbrunn conclu en 1809 sont incorporés par l'Empire français dans les Provinces illyriennes.
Pendant la campagne d'Allemagne, le 20 août 1813, l’Autriche déclare la guerre à la France affaiblie par la désastreuse campagne de Russie et abandonnée par la confédération du Rhin. Elle constitue une armée pour envahir le Nord de l'Illyrie ; le 20 septembre 1813, les troupes autrichiennes ont occupé la ville de Dubrovnik (Ragusa), la forteresse de Zadar (Zara) capitula le 6 décembre. Par conséquent, les territoires des Provinces illyriennes, conquises par le Premier Empire français de 1809 à 1813, furent rendues à l’Empire autrichien. Les réformes amenées par la France dans la région durant ces quelques années, notamment le Code civil, modifièrent sensiblement les structures administratives du territoire. Les autorités autrichiennes créèrent donc les deux gouvernements spécifiques de Laibach et de Trieste, en vue de l’incorporer lentement dans le système législatif, judiciaire et administratif de l’Empire.
Par résolution du congrès de Vienne, l'Autriche a pu récupérer tous les pays selon le traité de Campo-Formio en 1797. Le royaume sera créé officiellement par ordonnance de l'empereur François Ier au 3 août 1816. Les premières années, il comprenait la majorité des régions slovènes et des croates. 
Dès l'an 1822, les royaumes hongrois de Croatie et de Slavonie au Ssd-est furent à nouveau établis avec des parties du royaume d’Illyrie. Le royaume ne regroupait alors plus que le duché de Carinthie, le duché de Carniole et le Littoral autrichien. En 1848, lors du Printemps des peuples, des activistes slovènes proposèrent d’ajouter la Basse-Styrie au royaume en vue de regrouper dans une seule entité toutes les régions où se trouvaient des populations slovènes. Il s’agissait de créer ainsi une « Slovénie unie » (Zedinjena Slovenija). L'avocat Peter Kozler (1824–1879) dessina une carte de ce territoire étendu, un symbole de la naissance de l’identité slovène mais cette proposition fut rejetée. 
En 1849, le royaume fut dissous et on reforma à la place les entités présentes avant la période napoléonienne, à savoir la Carinthie, la Carniole et le Littoral autrichien. Ces derniers territoires seront supprimés à la fin de la Première Guerre mondiale, à la suite de la défaite de l’Empire austro-hongrois allié aux Allemands.

## Administration
Le royaume était divisé en deux gouvernements (Gubernien) : Laibach et Trieste et huit arrondissements (Kreise).
- Gouvernement de Laibach (« Illyrie supérieure »)
  - Arrondissement de Laibach (Haute-Carniole)
  - Arrondissement de Neustadt (Basse-Carniole)
  - Arrondissement d'Adelsberg (Carniole-Intérieure)
  - Arrondissement de Villach (Haute-Carinthie)
  - Arrondissement de Klagenfurt (Basse-Carinhtie)
- Gouvernement de Trieste
  - Arrondissement de Mitterburg (Istrie)
  - Arrondissement de Görz (Gorizia et Gradisca)
  - Ville impériale de Trieste.